# Free Lives
Free Lives (Pty) Ltd es una desarrolladora de videojuegos independiente sudafricana de Ciudad del Cabo. Fundada en abril de 2012 y dirigida por el director creativo Evan Greenwood, Free Lives es más conocida por crear el videojuego Broforce y también por desarrollar el juego de comedia Genital Jousting y el juego de realidad virtual Gorn. Free Lives es principalmente publicada a través de la editorial americana Devolver Digital.

## Historia

### Comienzo
Free Lives fue fundada en abril de 2012 por el programador de videojuegos y director creativo Evan Greenwood y se basa en una propiedad que es en parte estudio, en parte casa en Ciudad del Cabo, Sudáfrica. Los títulos desarrollados por Free Lives no se venden muy bien en el continente africano y la audiencia del estudio se encuentra predominantemente en los Estados Unidos, así como en Europa, América del Sur y China. El personal de Free Lives ha exhibido sus productos en varias convenciones de juegos de América del Norte y Europa, y formó parte de la conferencia de prensa de Sony en el E3 2017. A partir de 2017, parte del personal de Free Lives vive en el lugar y hace uso de una cocina comunitaria.

### Videojuegos
Free Lives se involucró por primera vez en la industria de los videojuegos cuando el equipo ingresó a Rambros, un juego de disparos en 2D de pixel art inspirado en las películas de acción de los años 80 y 90, en el Ludum Dare game jam de abril de 2012. Rambros fue premiado por sus gráficos y humor en Ludum Dare, y Free Lives continuó expandiendo y modificando el juego en los próximos años. Rambros pronto pasó a llamarse Broforce y estuvo disponible gratuitamente en el sitio web de Free Lives el año siguiente. Broforce se lanzó oficialmente por primera vez a través de Steam Greenlight en 2013, y recibió un spin-off titulado The Expendabros en 2014. Después de que uno de los miembros del equipo de Free Lives conoció al editor Devolver Digital en el festival independiente A Maze en Berlín, Devolver Digital contrató al estudio y Broforce se publicó en 2015.
A finales de 2016, Free Lives puso a disposición el juego de comedia Genital Jousting a través del programa Steam Early Access. En este juego de mesa multijugador, los jugadores intentan mover penes flácidos e incorpóreos a anos incorpóreos. Aunque Genital Jousting se ha descrito como "extraordinariamente juvenil", fue diseñado en parte para transmitir un mensaje sexualmente positivo a una audiencia que de otra manera no llegaría a escucharlo. El estudio declaró en su blog para desarrolladores que los hombres heterosexuales son socializados para no discutir cómo se sienten acerca del sexo anal o los penes tocándose entre sí, y escribió: "nos motivaba mucho el hecho de que Genital Jousting nos diera un vehículo para tener esas discusiones entre nosotros mismos."  Greenwood le dijo a The Sunday Times que "en el fondo, el juego es un juego de masculinidad, un intento de romper las nociones arraigadas de poder y autoridad masculina". El juego no estaría permitido en las principales consolas como Xbox o PlayStation. Cuando se prohibió Genital Jousting en el servicio de transmisión en vivo Twitch, Nigel Lowrie de Devolver Digital se puso en contacto con Steam para ver si el juego podía transmitirse en vivo a través del sistema de transmisión interno de la plataforma. Genital Jousting se convirtió en el primer juego que se transmitió a través de la función de transmisión en vivo de Steam.
El 10 de julio de 2017, Free Lives lanzó el juego de realidad virtual Gorn para Oculus Rift y HTC Vive en Steam Early Access. Descrito como un "simulador de gladiador VR ridículamente violento", Gorn presenta un motor de combate impulsado por la física y una gran cantidad de sangre violenta. Free Lives declaró que usaron el servicio Early Access para poder expandir el juego con características que los jugadores quieren ver.
En octubre de 2020, Free Lives se asoció con otro equipo independiente de desarrollo de videojuegos para expandir el videojuego Terra Nil. Bajo Free Lives, el juego de rompecabezas "constructor de ciudades al revés" recibió un nuevo estilo artístico y características de juego. Esta versión de Terra Nil se lanzó en 2023.

## Éxito
En una entrevista con MyGaming, Greenwood declaró que el estudio generó aproximadamente 3 millones de dólares de descuento en las ventas de Broforce para 2016. El equipo completo de Free Lives se mudó a Tamarín en la nación insular de Mauricio durante tres meses a finales del año 2016, utilizando las ganancias de su éxito con Broforce. Free Lives produjo aquí una serie de videos titulada Game Jam Island, en la que documentaron su experiencia al desarrollar un videojuego en la popular isla de vacaciones.
En enero de 2019, Genital Jousting llegó a ser finalista del Independent Games Festival de 2019, en la categoría de Excellence in Narrative .

## juegos desarrollados
| Año  | Título                   | Plataforma(s)                                         | Editor(es)       |
| ---- | ------------------------ | ----------------------------------------------------- | ---------------- |
| 2014 | The Expendabros 4        | macOS, ventanas                                       | Devolver Digital |
| 2015 | Broforce                 | Linux, macOS, Nintendo Switch, PlayStation 4, Windows | Devolver Digital |
| 2016 | Yojibrawl!               | Windows                                               | Humble Bundle    |
| 2018 | Genital Jousting         | mac OS, Windows                                       | Devolver Digital |
| 2019 | Gorn                     | Windows, PlayStation 4, PlayStation 5                 | Devolver Digital |
| 2019 | Cricket Through the Ages | iOS, tvOS                                             | Devolver Digital |
| 2023 | Tierra Nil               | Windows                                               | Devolver Digital |
| 2023 | Anger Foot               | Windows                                               | Devolver Digital |
| 2023 | Stick it to the Stickman | Windows                                               | Devolver Digital |